# Saccostomus
Saccostomus (Peters, 1846) è un genere di roditori della famiglia dei Nesomiidi.

## Descrizione

### Dimensioni
Al genere Saccostomus appartengono roditori di piccole dimensioni, con lunghezza della testa e del corpo tra 94 e 188 mm, la lunghezza della coda tra 30 e 81 mm e un peso fino a 85 g.

### Caratteristiche craniche e dentarie
Il cranio è sottile e presenta un rostro non accorciato e una regione inter-orbitale considerevolmente ristretta. Le creste sopra-orbitali sono poco sviluppate o spesso assenti, le placche zigomatiche sono leggermente troncate superiormente. Il palato è ampio e presenta due fori lunghi e larghi, la bolla timpanica è grande e rigonfia. 
Sono caratterizzati dalla seguente formula dentaria:

### Aspetto
Il corpo è tozzo, con arti brevi e ricoperto di una pelliccia molto soffice. La testa è larga e sono presenti delle tasche guanciali ben sviluppate che si estendono posteriormente fino all'altezza delle spalle. Le orecchie sono relativamente corte e rotonde. La coda è notevolmente accorciata, normalmente lunga meno della metà del corpo è tozza alla base è gradualmente si restringe verso l'estremità. Le zampe anteriori sono piccole, i piedi sono larghi e corti, tutti forniti di cinque dita. Le femmine hanno 5-6 paia di mammelle.

## Distribuzione
Il genere è diffuso nell'Africa orientale e meridionale.

## Tassonomia
Il genere comprende 2 specie.
- Saccostomus campestris
- Saccostomus mearnsi